# Георги Коняров
Георги Захариев Коняров е български минен инженер и историк на минното дело в България.

## Биография
Роден е през 1882 г. в Пловдив. През 1905 г. завършва минно инженерство в Саксонската минна академия във Фрайберг. От 1906 до 1920 г. е инженер, а от 1925 до 1932 г. и главен директор на мини „Перник“; инженер в мина „Черно море“ – Бургас, „Бургаски медни мини“ и други. Член е на БИАД. Умира през 1967 г. в София.
Личният му архив се съхранява във фонд 1499К в Централен държавен архив. Той се състои от 228 архивни единици от периода 1901 – 1967 г.

## Творчество
Автор е на изследванията „Принос към историята на рударството и металургията в България“, „Средновековни рударски закони“, „Икономически ефект от минералните води“; статии: „Български монети и монетарници в римско и българско време“, „Облагородяване на маришките въглища“, „Ураново находище на върха Готен“, „Създаване на родна железодобивна индустрия“ и други по специализирани въпроси на минното дело; „Българо-руски минно-технически речник“ в съавторство с Л. Фоменко. Прави преводи и пише рецензии.